# Bad Ischl
Bad Ischl este un oraș din landul Austria Superioară din Austria, celebră stațiune balneară montană. La Bad Ischl se află reședința montană a familiei imperiale austriece (Habsburg), numită Kaiservilla (sec. XVIII-XIX). Aici, la 28 iulie 1914, împăratul Francisc Iosif I a semnat declarația de război contra Serbiei, declanșând astfel Primul Război Mondial. 
În 2024 orașul este Capitală Europeană a Culturii.